# Игор Павличић
Игор Павличић (Београд, 15. октобар 1970) српски је адвокат и политичар. Он је бивши градоначелник Новог Сада.

## Биографија
Игор Павличић рођен је 1970. године у Београду. Основну школу је похађао у Новом Саду, а потом је завршио Карловачку гимназију и дипломирао на Правном факултету у Новом Саду 1995. године. Правосудни испит положио је 1997. године. Адвокатуром се бави од 1998. године у својој приватној адвокатској фирми. Усавршавао се у области заступања пред европским судом за људска права и објавио више стручних текстова. Ожењен је Наташом, с којом има троје деце - Софију, Бориса и Јована. Тренирао је атлетику као члан Атлетског клуба „Војводина“, а касније је прошао све селекције Кошаркашког клуба Војводина. Говори енглески језик.

## Политичко деловање
За председник Градског одбора Демократске странке у Новом Саду, Игор Павличић је изабран на непосредним изборима унутар странке на локалном нивоу одржаним 9. јуна 2006. године. Маја 2008. изабран је за посланика у Скупштини АП Војводине, на листи „За европску Војводину - Борис Тадић“, а 16. јуна долази на дужност градоначелника Новог Сада. 11. октобра исте године је, на ванредним изборима у странци на локалном нивоу, поново изабран за председника Градског одбора Демократске странке.
Агенција за борбу против корупције је у јануару 2012. године поднела кривичну пријаву против Павличића и чланова Градског већа Новог Сада у којој се наводи да су оптужени злоупотребама положаја нанели вишемилионску штету ауто-транспортном предузећу „Војводина".
Више јавно тужилаштво у Новом Саду одбацило је кривичну пријаву Агенције за борбу против корупције против градоначелника Игора Павличића и још 12 чланова Градског већа Новог Сада. Тужилаштво је навело да је након провере свих навода утврдило да у радњама пријављених нема елемената злоупотребе службеног положаја из кривичне пријаве Агенције за борбу против корупције нити било ког другог кривичног дела за које се гоњење предузима по службеној дужности. (Бета | 7. 2. 2012.)
Члан је Председништва Демократске странке.